# Calliergidium pseudostramineum
Calliergidium pseudostramineum là một loài Rêu trong họ Amblystegiaceae. Loài này được (Müll. Hal.) Grout mô tả khoa học đầu tiên năm 1931.